# Суперкубок MX
Суперкубок MX, також знаний як Суперкубок Мексики (ісп. Supercopa de México; Supercopa MX) — щорічне футбольне змагання, яке проводиться з 2014 року. Трофей розігрують в одному матчі (за винятком першого розіграшу) володарі Кубка Апертури і Кубка Клаусури Мексики минулого сезону.
У футбольній історії Мексики з 1942 по 1989 рік проводився турнір між чемпіоном і володарем Кубка країни, тобто за форматом турнір «Чемпіон чемпіонів» повністю відповідав традиційному, «європейському», Суперкубку. У 1990-ті роки в Мексиці за сезон стало виявлятися по два чемпіона країни (формат Літо—Зима, згодом Апертура і Клаусура). З 2003 року за відроджений титул «Чемпіона чемпіонів» стали боротися чемпіони Апертури і Клаусури минулого сезону.

## Історія
У 2013 році, з метою заохочення участі команд першого дивізіону в турнірі Кубка Мексики (тобто, щоб команди грала в турнірі основними складами), Ліга MX запропонувала створити додатковий турнір. Оскільки до Кубка Лібертадорес від Мексики потрапляло три команди, Ліга вирішила провести додатковий турнір, який вона вирішила назвати Суперкубок MX між переможцями Кубка Апертури і Кубка Клаусури, володар якого потрапляв би із двома чемпіонами на найпрестижніший клубний латиноамериканський турнір.
Першими двома командами, які змагались у цьому турнірі, стали «Монаркас Морелія», чемпіон Кубка Апертури 2013 та «УАНЛ Тигрес», чемпіон Кубка Клаусури 2014. Турнір складався з двох матчів і закінчився перемогою «Морелії» із загальним рахунком 5:4, яка таким чином вийшла до Кубку Лібертадорес 2015.
Починаючи з розіграшу 2015 року Суперкубок MX став розігруватися в одному матчі в США і проходив на одному стадіоні із матчем за звання «Чемпіона чемпіонів» за кілька годин до початку того матчу. Оскільки в обох цих турнірах за регламентом мала зіграти «Сантос Лагуна» (як володарем Кубка Апертури 2014 та чемпіоном Клаусури 2015), тому у менш престижному Суперкубку MX її замінила «Монаркас Морелія», володар Суперкубка MX попереднього року. Втім вдруге поспіль здобути трофей команді не вдалось, і вона програла «Пуеблі» (0:1), яка і отримала путівку на Кубок Лібертадорес 2016 року. Ця кваліфікація виявилась останньою, оскільки з 2017 року мексиканські клуби припинили участь у Кубку Лібертадорес.
У сезоні 2019/20 Кубок Мексики змінив свій формат на єдиний турнір, тобто протягом цілого футбольного року став визначатись лише один володар кубка, таким чином Суперкубок MX 2019 року став останнім, а перемогу в ньому здобув «Крус Асуль», здолавши з рахунком 4:0 «Некаксу».

## Структура і формат
У зв'язку з відродженням Кубка Мексики в 2014 році був заснований новий турнір, Supercopa MX. В результаті новий Суперкубок Мексики стали розігрувати переможці двох кубкових турнірів, що проводилися в ході минулого сезону — Кубка Апертури і Кубка Клаусури, і його не слід плутати з турніром «Чемпіон чемпіонів».
У ієрархії футбольних турнірів Суперкубок Мексики вартував нижче, ніж «Чемпіон чемпіонів» — про це свідчить те, що в разі, якщо чемпіон Мексики одночасно вигравав Кубка Апертури або Клаусуру, він вирушає розігрувати саме трофей «Чемпіон чемпіонів», а його місце в Суперкубку займав його чинний володар.
Відмінною особливістю Суперкубка було те, що з другого розіграшу трофей розігрувався не просто на нейтральному полі, але і за межами самої Мексики. 2015 року матч пройшов на «Тойота Стедіум» (Фриско, штат Техас, США). З 2016 року проходив на стадіоні «Стабхаб Сентер» у місті Карсон (штат Каліфорнія, США).

## Переможці по роках
| Рік  | Володар Кубка Апертури     | Рахунок | Володар Кубка Клаусури | Стадіон                                                                      |
| ---- | -------------------------- | ------- | ---------------------- | ---------------------------------------------------------------------------- |
| 2014 | «Монаркас Морелія»         | 4–1 1–3 | «УАНЛ Тигрес»          | «Естадіо Морелос», Морелія «Естадіо Універсітаріо», Сан-Ніколас-де-лос-Гарса |
| 2015 | «Монаркас Морелія»[Прим.1] | 0–1     | «Пуебла»               | Тойота Стедіум, Фриско                                                       |
| 2016 | «Гвадалахара»              | 2–0     | «Веракрус»             | СтабХаб Центр, Carson                                                        |
| 2017 | «Керетаро»                 | 2–0     | «Америка»[Прим.2]      | СтабХаб Центр, Carson                                                        |
| 2018 | «Монтеррей»                | 0–1     | «Некакса»              | СтабХаб Центр, Carson                                                        |
| 2019 | «Крус Асуль»               | 4–0     | «Некакса»[Прим.3]      | СтабХаб Центр, Carson                                                        |

1. ^ Володарем Кубка Апертури 2014[en] став «Сантос Лагуна». Однак ця команда також стала чемпіоном Клаусури 2015 року, отримавши право зіграти за трофей «Чемпіон чемпіонів 2015»[en]. «Сантос Лагуна» в матчі за Суперкубок МХ замінив чинний володар трофею — «Монаркас Морелія».
2. ^ Володарем Кубка Клаусури 2017[en] стала «Гвадалахара». Однак ця команда також стала чемпіоном Клаусури 2017 року, отримавши право зіграти за трофей «Чемпіон чемпіонів 2017»[en]. А, оскільки «Гвадалахара» ще була і чинним володарем Суперкубка МХ, її місце в Суперкубку 2017 року посіла «Америка» в статусі команди, що набрала найбільшу кількість очок в розіграші Кубка Мексики серед команд, що не кваліфікувалися ані в матч за трофей «Чемпіон чемпіонів», ані в матч за Суперкубок МХ.
3. ^ Володарем Кубка Клаусури 2019[en] стала «Америка». Однак ця команда також стала чемпіоном Апертури 2018, отримавши право зіграти за трофей «Чемпіон чемпіонів 2019»[en]. «Америку» в матчі за Суперкубок МХ замінив чинний володар трофею - «Некакса».

## Перемоги по клубах
| Клуб               | Чемпіонст | Фіналів | Роки перемог | Роки поразок |
| ------------------ | --------- | ------- | ------------ | ------------ |
| «Монаркас Морелія» | 1         | 1       | 2014         | 2015         |
| «Некакса»          | 1         | 1       | 2018         | 2019         |
| «Пуебла»           | 1         | 0       | 2015         | —            |
| «Гвадалахара»      | 1         | 0       | 2016         | —            |
| «Керетаро»         | 1         | 0       | 2017         | —            |
| «Крус Асуль»       | 1         | 0       | 2019         | —            |
| «УАНЛ Тигрес»      | 0         | 1       | —            | 2014         |
| «Веракрус»         | 0         | 1       | —            | 2016         |
| «Америка»          | 0         | 1       | —            | 2017         |
| «Монтеррей»        | 0         | 1       | —            | 2018         |